# Rezerwat przyrody Motrogon
Rezerwat przyrody Motrogon (słow. Národná prírodná rezervácia Motrogon) – rezerwat przyrody w grupie górskiej Wyhorlat we wschodniej Słowacji, w granicach Obszaru Chronionego Krajobrazu Wyhorlat. Powierzchnia 60,63 ha.

## Położenie
Rezerwat położony jest w centralnej części Wyhorlatu. Leży w granicach katastralnych miejscowości Valaškovce w powiecie Humenné, w kraju preszowskim.

## Historia
Rezerwat został utworzony w 1980 r.

## Charakterystyka
Rezerwat został ustanowiony w celu ochrony cennych biocenoz leśnych (las bukowo-jaworowy) i bagienno-torfowiskowych z wieloma rzadkimi i zagrożonymi gatunkami roślin. W granicach rezerwatu znajdują się śródleśne jeziorko Kotlík o powierzchni 1,03 ha oraz torfowisko Hypkania o powierzchni 2,09 ha. To drugie powstało również w miejscu zarośniętego jeziorka. Średnia grubość warstwy torfu wynosi 5,3 m, a maksymalna sięga 10,8 m.

## Flora
Głównymi gatunkami lasów rezerwatu są buk pospolity i jawor. W ich runie rośnie m.in. rzadka skopolia kraińska, będąca subendemitem wschodniokarpackim. Na torfowiskach i terenach podmokłych występują m.in. żurawina błotna, rosiczka okrągłolistna i wełnianka pochwowata.